# Mahasoa Est
Mahasoa Est est une commune urbaine malgache située dans la partie nord-ouest de la région d'Anosy.